# Devil’s Bridge (Kirkby Lonsdale)
Koordinaten: 54° 11′ 54,2″ N, 2° 35′ 26,4″ W

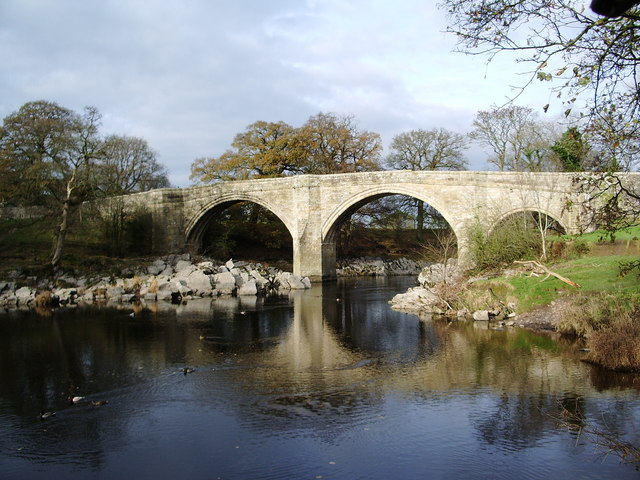
Die Teufelsbrücke über den River Lune in Kirkby Lonsdale

Die Devil's Bridge (deutsch: Teufelsbrücke) in Kirkby Lonsdale, England, ist eine Brücke über den River Lune am südlichen Rand des Ortes und ein Grade-I-Monument. Die Steinbrücke wurde um 1370 gebaut und hat drei Bögen. Der westliche und mittlere Bogen haben eine Spannweite von je 16,69 m und der östliche Bogen hat eine Spannweite von 8,80 m.
Der Name der Brücke beruht auf der Legende, dass die Kuh einer armen Frau nicht mehr über den Fluss zurückkommen konnte. Da zeigte sich der Teufel in Menschengestalt der Frau. Er versprach ihr eine Brücke zu bauen. Als Lohn erbat er sich die Seele des ersten Lebewesens, das diese neue Brücke überqueren würde. Die Frau willigte ein und kehrte am nächsten Morgen an den Fluss zurück und fand die fertige Brücke. Sie wurde von ihrem Hund begleitet, für den sie einen Leckerbissen bei sich trug. Diesen Leckerbissen warf die Frau über die Brücke, über die ihr Hund dann lief und so das erste Lebewesen war, das die Brücke überquerte.
In seiner Verärgerung sprang der Teufel daraufhin von der Brücke, unter der sich ein großer durchlöcherter Stein befindet, der als Stein von der Halskette des Teufels (engl. Devil's Neck Collar) bekannt ist. In der Umgebung von Kirkby Lonsdale finden sich des Weiteren mehrere große Steine, wie der Great Stone of Fourstones, die der Teufel aus seinem Geldbeutel verloren haben soll, als er die Steine für die Brücke in Kirkby Lonsdale heranbrachte.